# Skies of Arcadia
Skies of Arcadia, comercializado en Japón como Eternal Arcadia (エターナルアルカディア, Etānaru Arukadia), es un Videojuego de rol desarrollado por Overworks para la Dreamcast y distribuido por Sega en el año 2000. En 2002 se lanzó bajo el nombre Skies Of Arcadia Legends, a modo de versión del director con gráficos mejorados y numerosos extras, para GameCube. Legends también estuvo en desarrollo para PlayStation 2, sin embargo, fue cancelado después del lanzamiento de la versión de GameCube. 
La historia del juego se centra en Vyse, un joven pirata que vive en Arcadia, donde él y sus amigos deben detener al Imperio Valuan, que trata de recuperar armas con el potencial de destruir el mundo.

## Historia
La historia comienza con una joven silvite (ciudadana de la Civilización de la Luna de Plata) llamada Fina, que se encuentra navegando por los cielos en una pequeña embarcación de Plata. No muy lejos, detrás de ella, el navío del Almirante Valuan Alfonso está en una persecución bajo las órdenes de Lord Galcian. Alfonso abre fuego contra Fina, la embarcación cae al vacío y fina es secuestrada por Alfonso, pero cuando está siendo llevada a bordo del buque de guerra, el barco «Blue Rogue» por casualidad asalta el buque de guerra valuan. Vyse y Aika de los Bandidos Azules saltan al navío de Alfonso, este huye del buque insignia en un salvavidas, dejando detrás a Fina. Vyse, Aika y Fina escapan del barco y vuelven en el navío a su escondite secreto, la Isla del Pirata.
Pronto descubren la misión de Fina, que consiste en encontrar los cristales de las 6 lunas dispersos por todo el mundo.
Estos cristales, cada uno del color de su respectiva Luna, son capaces de invocar a los Gigas, monstruos de la antigüedad creados para ayudar a los silvites.
Fina no es la única que busca los cristales, detrás estará la temible Armada Imperial Valuan a manos de la Emperatriz que asigna como jefe de la misión a Galcian. La armada buscará el poder del mundo a base de conseguir estos cristales y Fina lo impedirá con la ayuda de Vyse y Aika.
Juntos se embarcaran en una gran aventura por todo el mundo surcando los océanos, desiertos y demás entornos.

## Jugabilidad

### Combates
Los combates siguen el estilo clásico de los RPG, siendo éstos por turnos y apareciendo aleatoriamente según vas caminando por los mapas. En cada combate puedes llevar hasta 4 personajes a la vez, disponibles dependiendo del avance en la historia, y cada uno con sus distintas habilidades especiales. El manejo de magias es similar para todos ellos, ya que las van aprendiendo conforme van adquiriendo experiencia en combate, mediante unos objetos especiales que se les enlaza a las armas, dándole distintas propiedades (agua, fuego, aire, trueno, hielo, vida y muerte).
También existen combates navales, donde combates a otros barcos o a grandes enemigos con tu barco, al cual también tienes que ir equipando con mejores cañones, blindajes, mejoras en el motor e ir encontrando mejor tripulación (Timonel, Vigía, Navegante, Cocinero, Artillero, Comerciante, Grumete, Albañil, Mecánico, Bufón y Armero), con la que mejoran las prestaciones del barco.

### Mazmorras
La mayoría de la jugabilidad del Skies of Arcadia se desarrolla en el clásico sistema de juego de RPG de mazmorras. Controlando a Vyse, en vista de tercera persona, el jugador debe de atravesar y terminar diversas mazmorras. Las mazmorras contienen diversos caminos, algunos con tesoros, puzles y monstruos.

## Personajes
Skies of Arcadia se caracteriza por constar tan solo de 3 protagonistas principales, con un sistema de combate de hasta 4 héroes. Por ello, existen otros 3 personajes secundarios jugables que pueden ser elegidos libremente por el jugador para llenar ese 4º puesto del equipo.

### Protagonistas
- Vyse: Protagonista de la historia. Se trata de un joven pirata de 17 años que empieza el juego siendo un simple marinero en el Albatross, barco de su padre, el cual a su vez es el capitán de los llamados Piratas Azules, cuya base se encuentra en La Isla del Pirata.

Conforme avanza la historia, se verá cómo Vyse se libra de una represalia de la Armada de Valua contra La Isla del Pirata, y comenzará una historia en la que luchará contra Valua, convirtiéndose en capitán de su propio navío, hasta conseguir su propia base y tripulación.
Las armas que utiliza durante el juego son un par de sables. Fuera de combate, hace uso de un parche de cristal en el ojo que actúa como una lente con la que es capaz de ver seres invisibles, y de un instrumento para pescar peces voladores.
- Aika: Amiga de la infancia del protagonista Vyse. También vive en La Isla del Pirata y forma parte de la tripulación del Albatross como marinera. Al igual que Vyse, se libró de la represalia de la Armada hacia la base de su tripulación, y acompañará a este a lo largo del juego durante su propia represalia...Posee un fuerte carácter, aunque en el fondo le da pánico entrar en territorios desconocidos, inventándose continuamente historias y rumores sobre dichos territorios. Utiliza un bumerán como arma.

- Fina: Fue una de las razones por las que Valua atacó La Isla del Pirata, ya que el Albatross se entrometió en una misión de captura contra este personaje. No obstante, más adelante se unirá al equipo de Vyse y Aika y se hará muy buena amiga de ambos, por lo que decide acompañarlos, pues no tiene a donde ir ni, ya que su propósito es buscar unos objetos muy peligrosos, pero no sabe ni por dónde empezar a buscarlos.

Comienza siendo un personaje muy introvertido, aunque con el tiempo irá tomando confianza con los 2 protagonistas hacia el final del juego. Pero mientras tanto habla en contadas ocasiones, además de vestir una ropa muy extraña, que no se corresponde con el tipo de vestimenta de ningún país conocido, así como tampoco sabe absolutamente nada de las culturas y costumbres de ningún pueblo, sin saber lo que son cosas básicas como una mera tienda, un barco e incluso el dinero.
Como arma, al poseer una piedra de plata muy poderosa, Fina se caracteriza fundamentalmente en el uso de magia, aunque le acompaña un pequeño ser muy extraño llamado Cupil que es capaz de transformarse en multitud de objetos. Normalmente Cupil toma la forma de la pulsera que siempre lleva Fina, pero en combate puede transformarse en armas como espadas, sables, arpones, etc, dependiendo de cómo el jugador vaya alimentando al ser.

### Secundarios
- Drachma: Es el primero de estos personajes secundarios que te encuentras en la historia. Es un solitario pescador que recorre el mundo con el objetivo de darle caza a la ballena más grande del mundo, llamada «Rhaknam» a bordo de su barco, el «Little Jack». Dicho barco es el primero que podremos manejar y con el que haremos nuestros primeros descubrimientos y combates por este peculiar mundo (si no contamos el Albatross). Se trata de un barco pesquero de tamaño medio, propulsado por un viejo motor y equipado con 3 cañones por banda, haciendo un total de 6. No obstante, más adelante se le equipará con un gran Cañón Arpón en la proa.

Drachma es un personaje muy intransigente, aunque en el fondo tiene un gran corazón que le hace estar continuamente preocupándose por los 3 protagonistas, a los que rescata de un naufragio producido por Rhaknam y acoge en su barco como tripulación, actuando como capitán de Vyse y Aika.
El arma que utiliza se trata de su brazo derecho, el cual es un brazo mecánico que utiliza desde su primer encuentro que Rhaknam, donde perdió dicho miembro.
- Gilder: Su primera aparición será en otro nuevo naufragio de Vyse, esta vez más terrible y con más consecuencias que el anterior, donde Gilder aparecerá con su barco y recogerá a Vyse de su naufragio en una isla desierta. Es un capitán pirata muy mujeriego, que huye constantemente de una capitán pirata llamada «Clara» que le persigue con el objetivo de casarse con él, destino MUY temido por el bribón de Gilder.

Al tener su propia tripulación acompañará en contadas ocasiones al equipo, hasta las últimas misiones del juego, donde estará completamente disponible.
- Enrique: Tercer y último personaje secundario con el que nos encontraremos. Es el príncipe de Valua, que huye de su país junto a Vyse, Aika y Fina, al ver cómo la Emperatriz, su madre, ha desvariado hasta tal punto de convertir al futuro país que gobernará en un imperio colonialista sin escrúpulos, que oprime a su pueblo bajo una fuerte mano férrea.

Enrique es también el dueño del barco definitivo que manejaremos, el «Delphinus», poderoso acorazado que Valua tenía como prototipo de una Serie de navíos que quieren construir en masa.
Este personaje posee una recia iniciativa, que solo puede observarse en él cuando los asuntos atañen a su pueblo y a sus compañeros. Por otro lado, no soporta los viajes en barco y se marea continuamente.
Empuña una espada parecida a un estoque.

### Tripulación
Además de personajes jugables, existe una serie de personajes que puedes buscarlos a lo largo y ancho del planeta para unirse a tu tripulación una vez consigas el último barco, el Delphinus. Estos personajes harán que mejore poco a poco tu barco y la base pirata, ya que construirán edificios como tiendas y armerías que te dotarán de interesantes armas, y mejorarán características del barco como los blindajes, los cañones o el motor.
Estos tripulantes ocuparán las siguientes funciones: Timonel, Vigía, Navegante, Cocinero, Artillero, Comerciante, Grumete, Albañil, Mecánico, Bufón y Artesano. Hay dos personajes por cada cargo, por lo que existe un total de 22 personajes dispuestos a enrolarse en la tripulación.
- Timonel: Su función será la de pilotar el barco y hacerse cargo del timón. Los dos candidatos son:

-Lawrence: Se encuentra en la Isla de los Marinos y podrás contratarlo pagándole 10 000 de oro. (Aumenta la velocidad del Delphinus en 30 %)

-Don: Lo encontrarás en el bar de la ciudad de Esperanza.(Aumenta la posibilidad de esquivar ataques en un 15 %)
- Vigía: Dotan al barco de mayor capacidad de precisión.

-Domingo: Puedes reclutarlo en el restaurante de Gordo el Redondo una vez hayas hecho 30 descubrimientos. (Aumenta la probabilidad de ataques críticos)

-Tikatika: Lo encontrarás en la ciudad de Horteka, en Ixa'Takan, cerca de la cabaña del líder. Puedes reclutarlo una vez hayas descubierto el «Hombre Dorado», ubicado entre la entrada a Rixis y la cabaña del rey. (Aumenta las probabilidades de impacto de los torpedos)
- Navegante: Pueden anular ataques enemigos.

-Pinta: Se encuentra en la tienda de la Isla de los Marinos. (Hará que aparezca una habilidad en los combates navales, que inmunizará al barco contra disparos cañones de normales durante un turno).

-Moegi: Se unirá automáticamente cuando llegue el momento. (Su habilidad hará inmune al barco contra disparos de cañones mágicos durante un turno)
- Cocinero: Prepararán comidas curativas en el restaurante de la base pirata al llevarle los ingredientes adecuados.

-Polly: Habla con ella en el restaurante de la Isla de los Marinos para que se una a la tripulación. (En combate, su habilidad hará recargar 6 Puntos de Espíritu.

-Urala: Debes hablar con ella y con su hermana Kirata en Yafutoman para que ambas se apunten. (Si se activa su habilidad, gastará 15 PE para cargar la barra completamente más tarde).
- Artillero: Se harán cargo de los cañones del barco.

-Belle: Se unirá ella sola conforme avance la historia. (Sube el ataque de los torpedos).
-Khazim: Lo encontrarás en el puerto de Nars, donde hablando con él se unirá sin tener que hacer nada más. (Sube el ataque de los cañones).
- Comerciante: Podrás disponer de tiendas de objetos en tu base.

-Kalifa: Se encuentra en su caseta de Maramba. (Con ella en la tripulación, recibirás objetos raros de encontrar en los combates navales).

-Osman: Puedes encontrarlo en Nars después del ataque, donde se unirá al verse arruinado su local. (Con ella en el equipo, recibirás objetos de gran valor en los combates navales).
- Grumete: Se encargan de trabajos menores.

-Marco: En el primer viaje del Delphinus habrá entrado como polizón. (Se le puede utilizar para recuperar voluntad dos veces más rápido de lo normal).

-Robinson: Lo encontrarás como único superviviente de un naufragio dentro de la Gruta Oscura, para que se una es necesario tener a Polly en la tripulación y hablar con él en su cabaña. (Hace que se consuma la mitad de la voluntad necesaria en los ataques).
- Albañil: Construirán edificios para tu nave.

-Izmael: Es el primero en unirse a la tripulación junto a Brabham por recomendación de Gilder. (Aumenta el ataque del Cañón Lunar).

-Kirala: Deberás hablar también con Urala en Yafutoman, para que ambas hermanas decidan enrolarse. (Si ejecutas su habilidad restauras el Delphinus completo a cambio de 7 PE).
- Mecánico: Mejoran las prestaciones del barco.

-Brabham: Es el primero en unirse a la tripulación junto a Izmael por recomendación de Gilder. ( ).

-Hans: Habla con él en Horteka, donde está fondeado el barco de su padre. ( ).
- Bufón: Alivia las tensiones de la tripulación.

-Pow: Recógelo en la Isla del Pirata hablando con los niños de la plaza. (Aumenta la posibilidad de atacar primero).

-Merida: Encuéntrate con ella en el bar de Horteka. (Incrementa notablemente el valor del barco).
- Artesano: Crean armas de combate para los protagonistas.

-Ilchymis: Tendrás que buscar su isla al norte de Valua cuando el Delphinus sea reformado para volar a altas alturas. Se unirá cuando Vyse sepa manejar la magia Riselem. (Aumenta las estadísticas de esquivez y acierto del barco por un turno).

-Ryu-Kan: Igual que con el anterior, su isla se encuentra por la zona de Yafutoman, a mucha altitud. Decidirá unirse cuando el rango de Vyse sea «Osado», por lo que es obligatorio acabar con el falso Vyse de la lista de piratas más buscados. (Incrementa el ataque y la defensa del barco por un turno).

## Extras
La web oficial del videojuego para la versión Dreamcast, ofrecía acceso a unos extras del juego, a través de archivos «Save». Una vez descargados a nuestra tarjeta de memoria, podíamos acceder a los siguientes contenidos:
- Comprar nuevas armas en una de las tiendas de tu isla.
- Lucha contra un nuevo monstruo con la aeronave.
- Desbloquea Isla Hamachou. En ella hallaremos el último Cham, para Cupil.

Debido a que la web del juego fue retirada, al igual que muchas otras, los fanes de la mítica consola Dreamcast, diseñaron el «Disco Dream Explorer 0.85», para salvaguardar los extras del juego y poder acceder a estos, cuando uno lo desee. El disco es de uso público y se puede encontrar fácilmente a través de internet.

## Curiosidades del juego
- Varias zonas del mundo de Arcadia (incluido su mapa) están basadas en el mundo real. La zona llamada «Nasr» se basa en África y oriente medio, «Ixa'Taka» está basada en el imperio Azteca, «Yafutoma» en el Lejano Oriente, las «Tierras de Hielo» están basadas en la Antártida, la Isla de los Marinos a enclaves comerciales estratégicos como Malta, y «Valua» se compone de varios arquetipos de naciones, de los que destacan, políticamente hablando, los antiguos imperios coloniales y absolutistas de Europa y América del Norte.
- La lucha que mantienen continuamente Nasr y Valua se asemejan a las antiguas reales luchas entre el mundo occidental y los árabes, así como tener la esencia de la Guerra Fría, pues actualmente no hay enfrentamientos directos, sino que conviven teniendo relaciones comerciales y realizando una barrera tecnológica que lleva a Valua a construir navíos como el Delphinus.
- Muchas de las mazmorras del juego están basadas en monumentos o regiones conocidas del mundo. El «Templo Prynn» hace alusión a las pirámides de Egipto, las «Fauces de Tartas» están basadas en el «Stonehenge», «Rixis» está basada en las ruinas de «Machu Picchu» y el «Monte Kazai» está basado en el famoso «Monte Fuji», principal y más alto volcán del Japón.
- Existe un llamado Telón de Acero, que es literalmente una gruesa maya de acero, construida hace siglos, que atraviesa un continente dividiendo a occidente y a oriente.
- «Drachma» está basado en el capitán Ahab de la novela Moby-Dick.
- El desaparecido continente Soltis hace referencia a la isla mítica de la atlántida.

## Guías del Videojuego

### Guía Oficial
La editorial Prima, especializada en publicar guías oficiales para videojuegos, puso a la venta «PRIMA´S OFFICIAL STRATEGY GUIDE: SKIES of ARCADIA LEGENDS» en inglés. En ella se detalla el paso a paso, para avanzar en el videojuego, y se revela todos sus secretos.

### Guía No Oficial
El siguiente medio de comunicación escrito español, publicó una guía no oficial del Skies of Arcadia para la versión Dreamcast:
- Revista Oficial Dreamcast Nº18 y N.º 19.